# Exochus tectus
Exochus tectus är en stekelart som beskrevs av Valentina I. Tolkanitz 1993. Exochus tectus ingår i släktet Exochus och familjen brokparasitsteklar. Inga underarter finns listade i Catalogue of Life.